# Taihō (kodeks)
Kodeks Taihō (jap. 大宝律令 Taihō-ritsuryō) – japoński kodeks bazujący na prawie chińskim ogłoszony w 701 roku. Składał się z dwóch części: ritsu (jap. 律), czyli prawa karnego w 6 zwojach, oraz ryō (jap. 令), czyli postanowień administracyjnych podzielonych na 11 zwojów. W późniejszym okresie do kodeksu dołączono zbiór uzupełniających precedensów sądowych i wskazówek, znanych jako kyaku i shiki.
Według kodeksu Taihō, władca – przedstawiany dotychczas jako główny kapłan – stał się w praktyce cesarzem, sprawującym rządy za pośrednictwem scentralizowanego aparatu biurokratycznego i decydującym w sposób absolutny o losach kraju, nie wyrzekając się przy tym roli dziedzicznego, najwyższego kapłana. Władca przyjął tytuł niebiańskiego władcy (jap. 天皇 tennō), potwierdzając swe prawo do panowania przez odwołanie się do zapożyczonych z Chin koncepcji mandatu Niebios oraz rządzenia zgodnie z nakazami cnoty i zasad humanitarności.
Kodeks Taihō położył kres lokalnej niezależności, jaką dysponowały społeczności klanowe, a wszystkich poddanych podzielił na podstawie różnego stopnia ich powiązania z osobą władcy. Ustanowił trzy podstawowe kategorie społeczne: cesarza i jego rodzinę, wolnych poddanych (urzędników i dzierżawców państwowych) oraz poddanych niewolnych.
Struktura rządu centralnego utworzonego poprzez kodeks Taihō symetrią i zasadą funkcjonowania odpowiadała modelowi rządów dynastii Tang, lecz zachowywała jednocześnie szereg cech ściśle japońskich. Rząd centralny u boku cesarza składał się z dwóch głównych pionów: Urzędu do Spraw Kultu (jap. 神祇官 Jingikan), sprawującego pieczę nad cesarskim rytuałem sintoistycznym, oraz Wielkiej Rady Państwowej (jap. 太政官 Daijōkan), któremu to podlegała administracja cywilna kraju. Administracją tą kierowali trzej ministrowie: pierwszy minister (jap. 太政大臣 Daijōdaijin), minister lewej strony (jap. 左大臣 Sadaijin) oraz minister prawej strony (jap. 右大臣 Udaijin). Stanowisko pierwszego ministra przeważnie miało charakter czysto tytularny, toteż rzeczywista władza administracyjna spoczywała w rękach ministra lewej strony, lub w jego zastępstwie – ministra prawej strony.
Ministrowie za pośrednictwem urzędników wykonawczych nadzorowali pracę ośmiu ministerstw (jap. 省 shō): Sekretariatu Cesarskiego, Ministerstwa Ceremonii i Personelu Urzędniczego, Ministerstwa do Spraw Rodów Arystokratycznych, Ministerstwa do Spraw Ludności, Ministerstwa Wojny, Ministerstwa Prawa, Ministerstwa Skarbu i Ministerstwa Domu Cesarskiego. Urząd kontroli w praktyce nie miał większego znaczenia. Personel administracji centralnej wywodził się głównie z kręgów arystokracji dworskiej. Nigdy nie przyjęto chińskiej praktyki rekrutowania urzędników drogą egzaminów na podstawie ich zdolności.